# Libertalia

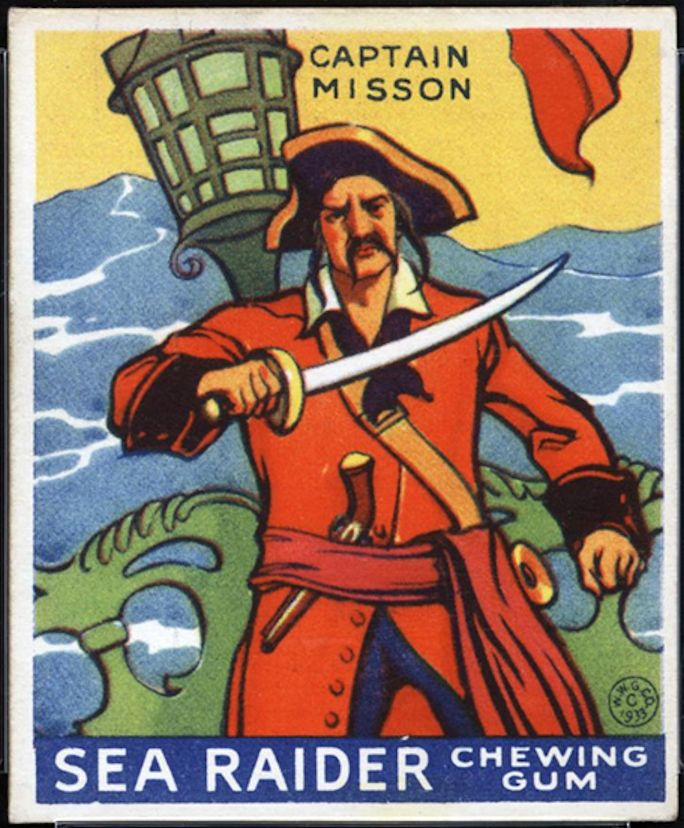
Căpitanul Misson, descris de către Johnson ca fondator al fictivei Libertalia

Libertalia (de asemenea, cunoscută sub numele de Libertatia) a fost o pretinsă colonie anarhistă fondată în secolul al 17-lea în Madagascar de pirați, sub conducerea Căpitanului James Misson (uneori scris "Mission"). 
Faptul că Libertalia a existat sau nu rămâne și în ziua de azi în discuție. Țara este descrisă în cartea O istorie generală a piraților de Căpitanul Charles Johnson, altfel un individ necunoscut, care ar fi fost de fapt un pseudonim al lui Daniel Defoe. Potrivit  descrierii lui Johnson, Libertalia a durat aproximativ 25 de ani. Situarea geografică exactă nu este cunoscută; cu toate acestea, cele mai multe surse spun că se întindea de la Antongil Bay la Mananjary, Fianarantsoa, incluzând Insula Sainte-Marie și Mahavelona. Thomas Tew, Misson și un preot Dominican pe nume Signor Caraccioli ar fi fost întmeietorii ei.

## Descriere
Libertalia a fost o colonie legendară liberă înființată de către pirații conduși de Căpitanul pirat Misson, deși unii istorici și-au exprimat îndoieli asupra existenței sale în afara literaturii. 

Deși existența Libertaliei este contestată, ideile radicale pe care le-a reprezentat au fost foarte frecvente în diversele evenimente ale erei piraților. După Revoluția Americană, pirații fug din Anglia, naufragiază pe o insulă și își înființează propria Libertalia. Ei și-au numit noua lor insulă "Republica Spensonia", după o ficțiunea utopică de țară creată de autorul englez și reformatorul politic Thomas Spence. Potrivit lui A. L. Morton, insula "se uită înapoi la comuna medievală și înainte la dizolvarea treptată a statului."
Pirații erau împotriva diferitelor forme de construcții sociale autoritare din vremea lor, precum monarhile, sclavia, și capitalul. Pirații practicau forme de democrație directă, în care oamenii ca un ansamblu organizat aveau autoritatea de a face legi și reguli, și foloseau sistemul consiliile cu delegați, care trebuiau să se gândească la ei înșiși ca "tovarăși" (comerads) pentru populație în general, și nu ca guvernanți. Pirații au creat un nou limbaj pentru colonia lor și au pus pe picioare o economie socialistă avant la lettre.

Echipajele lui Misson de multe ori erau pe jumătate albe și pe jumătate negre. Pirații i-ar fi eliberat pe oameni din sclavie, pentru că ideea de sclavie era împotriva propriilor lor idealuri de libertate.
Utopia piraților avea ca deviză: "Pentru Dumnezeu și pentru libertate", iar pavilionul era alb, în contrast cu un Jolly Roger. Erau anarhiști, fiind în război cu statele și parlamentarii, atacându-le navele, eliberându-i pe pușcăriași și pe sclavi. Ei își ziceau Liberi, și trăiau sub o regulă comună, erau un fel de corporație a muncitorilorlucrător deținută de piraterie. 

## Căpitanul Misson de peVictoire
Misson era francez, născut în Provence și, în timpul cât a fost în Roma în concediu de pe o navă de război franceză numită Victoire, și-a pierdut credința, dezgustat de decadența Curții Papale. În Roma, el a dat peste Caraccioli - un "preot desfrânat" care, de-a lungul călătoriilor lungi și plicticoase, tot pledând, a reușit treptat să-l aducă pe Misson, și pe o parte considerabilă a echipajului, la felul său de a gândi.

Hotărându-se pentru cariera de pirați, 200 de membri puternici ai echipajului de pe Victoire l-au ales pe Misson să fie căpitanul lor. Au împărțit bunurile navei, decizând că "totul trebuia să fie în comun." Toate deciziile urmau să fie supuse  "Votului întregii Companii." Astfel, ei și-au stabilit noul lor mod de "viață în libertate." Pe coasta de vest a Africii au capturat un vas olandez de sclavi. Sclavii au fost eliberați și aduși la bordul Victoiriei, Misson declarând că "vânzarea celor din propria specie, nu putea fi în concordanță cu Justiția divină; că nici un om nu avea putere asupra libertății altui om"  
La fiecare angajare au adăugat la numărul lor recruți francezi, englezi și olandezi, cât și pe sclavii eliberați din Africa.

## Întemeierea Libertaliei
În timp ce făcea croazieră de-a lungul coastei Madagascarului, Misson găsit un golfuleț perfect într-o zonă cu sol fertil, apă proaspătă și localnici prietenoși. Aici pirații au înființat țara Libertalia, renunțarea la titlurile lor de englezi, francezi, olandezi sau africani și spunând că sunt de naționalitate liberi (cuvântul nu este tradus în română, așa suna în limba lor). Ei și-au creat propria lor limbă, un  amestec poliglot de limbi africane, combinate cu limba franceză, engleză, olandeză, portugheză și malgașa locală.
 
La scurt timp după începutul lucrărilor privind construirea coloniei Libertalia, Victoire s-a încrucișat cu nava piratului Thomas Tew, care a decis să-i însoțească înapoi în Libertalia. 
Liberii - "Dușmanii Sclaviei," aveau scopul de a-și spori numărul, astfel că au capturat o altă navă de sclavi. Pe coasta Angolei, echipa lui Tew a capturat o navă cu sclavi  engleză cu 240 de bărbați, femei și copii sub punte. Membrii africani ai echipajului pirat și-au descoperit mulți prieteni și rude printre sclavi; i-au scos din lanțuri și cătușe, delectându-i cu noua lor viață în libertate.

Pirații s-au stabilit pentru a deveni fermieri, deținând terenuri în comun. "Bogățiile și banii jefuiți pe mare au fost "depuși în comun la Trezorerie, banii nefiind de niciun folos într-un loc în care totul era în comun."

## Existența reală
Consensul oamenilor de știință moderni este că Libertalia (sau Libertatia) nu a fost un loc real. Jurnalistul Kevin Rushby a vizitat zona în căutarea descendenților locuitorilor pirați, dar a refuzat să căute Libertalia prin jungle, menționând că "alții au încercat și nu a reușit de mai multe ori." Au fost așezări de pirați în și în jurul Madagascarului, dintre care vreuna să fi fost Libertalia: Abraham Samuel la Port Dauphin, Adam Baldridge în Insula Sainte-Marie, și James Plaintain în Golful Ranter, au fost cu toții pirați care au fondat debușeuri comerciale și orașe. Aceste localități apar frecvent în rapoartele oficiale și în scrisori din acea perioadă, în timp ce Libertalia apare numai în Istoria generală, Volumul 2 a lui Johnson .
 
"Libertalia" lui Johnson a fost tratată ca fiind complet fictivă, apocrifă, sau ca un comentariu utopic  .

## Libertalia în cultura populară

### Literatura
- William S. Burroughs Orașe nopții roșii, 1981
- Daniel Vaxelaire Les mutins de la liberté, 1986
- Ghost of Chance, 1991
- Johnson, Charles. O istorie generală a piraților, 1724
- Libertalia, une utopie pirate (franceză extras din "Histoire générale des plus fameux pirates", L'Esprit Frappeur
- Marcus Rediker. "Libertalia: Utopia Piraților" în Pirates: Terror on the High Seas from the Caribbean to the South China Sea.
- Pirates of the Caribbean: Legends of the Brethren Court: Wild Waters, 2009

### Film
- Impotriva tuturor steagurilor (1952)
- Piratul regelui (1967)

### Jocuri Video
- Assassin ' s Creed IV: Black Flag (menționat doar)
- Uncharted 4: a Thief ' s End (2016)
- Fallout 4 (2015)

### Muzica
- Ye Banished Privateers: The Legend of Libertalia (album, 2014)
[13]
- Jake and the Infernal Machine: Libertalia (album, 2014)
[14]